# Neprava barva
Neprava barva se nananaša na slike, fotografije ipd., ki prikazujejo objekte v barvah, različnih od tistih, ki bi jih prikazovale prave fotografije.
Slika objekta v pravih barvah je slika, ki jo človeško oko zazna enako kot izvirnik – zeleno drevo je na sliki zeleno, rdeče jabolko rdeče, modro nebo modro itd. Prave barve v črno-belih slikah pomenijo da se zaznana svetlost subjekta v njegovi upodobitvi ohranja. Nemogoče je doseži absolutne prave barve zaradi razlik med kemijama zaslonskega medija in očesa.